# Holmdel
Holmdel è un comune (township) degli Stati Uniti d'America, situato nello stato del New Jersey, nella contea di Monmouth. Si trova qui l'Antenna di Penzias e Wilson.